# فرودگاه شهری سیدنی–ریچلند
فرودگاه شهری سیدنی-ریچلند (به انگلیسی: Sidney-Richland Municipal Airport) یک فرودگاه همگانی بهره‌برداری هوایی با کد یاتا SDY است که یک باند فرود آسفالت دارد و طول باند آن ۱۷۳۹ متر است. این فرودگاه در کشور ایالات متحده آمریکا قرار دارد و در ارتفاع ۶۰۵ متری از سطح دریا واقع شده است.